# Abanotubani
Abanotubani (gruzijsko აბანოთუბანი; iz abano – 'kopel' in tubani – 'okrožje') je kopališko okrožje v Starem mestu gruzijske prestolnice Tbilisi.

## Kopališča
Kopališče Bebutov stoji na ulici Ačundov poleg javne kopališke hiše iz 18. stoletja. Kopališče Sumbati je na desnem bregu reke Zavkisis-zkali. Eno najbolj znanih kopališč je Kraljevo kopališče (gruzijsko Samepo Abano), kjer je mogoče najeti ločene kopalnice. Priljubljeno je tudi Orbelianijevo kopališče (gruzijsko Orbelianis Abano), zgrajeno leta 1893 s pročeljem perzijske medrese, zato jo imenujejo tudi Tšrelio albano ('pisana kopel'). Kopališče Irakli sega vse do trdnjavskega zidu in je tudi najstarejše kopališče v Tbilisiju.

## Zgodovina
V 13. stoletju je bilo v kopališki četrti okoli 65 žveplovih kopališč. Vroče žveplove izvire pod mestom uporabljajo že več kot 700 let.
V okrožju živijo tudi številne ne-gruzijske etnične skupine, zato Sejdabad spominja na skupino Sejidov, ki so se priselili iz Perzije in se v 17. stoletju nastanili pri žveplovih izvirih. V 19. stoletju je postalo običajno ime okrožja Karpuči.
Danes je v uporabi še sedem ali osem kopalič. Najstarejše izvira iz prve polovice 17. stoletja. Zgrajena so bila iz opeke v perzijskem slogu in imajo polkrožne kupole. Kopališča so pod zemljo in dobijo dnevno svetlobo preko kupol. Dvorane v središču kopališča so bile kot reprezentativne zgradbe obložene z marmorjem. Nad bazeni so pogosto ozke sedežne niše, na robu pa so postavljene klopi. Kopališča niso bila le prostor za sprostitev, temveč prebivalcem mest tudi za druženje in izmenjavo novic in mnenj. Torek in sreda sta bila rezervirana za ženske, obiskovalci pa so večinoma predstavili svojo najnovejšo garderobo. Ženitni posredniki, ki jih poznajo tudi v Gruziji, so te priložnosti izkoristili za izbiranje nevest. Alexandre Dumas, ki je leta 1859 obiskal tako kopališče, je čutil močan občutek svobode in dobrega počutja. Po osamosvojitvi Gruzije so bila številna kopališča privatizirana in tradicija kopanja se je začela znova.

## Opis
Gruzijsko kopališče pozna poglobljeno masažo na kamniti plošči. Maser dela na hrbtu, rokah in nogah, stoji na hrbtu, hodi gor in dol po hrbtenici. Z rokavico iz konjske žime odstrani staro kožo. Med masažno seanso se tušira, na koncu pa se iz vedra zlije močno topla voda.
Kopališča se napajajo z vročo, gazirano mineralno vodo. Voda ima temperaturo med 37 ° C in 47 ° C. Je šibko mineralizirana (0,3–0,4 g / l), vsebuje ogljikovodik, vodikov sulfid, klor in natrijeve ione, ki so še posebej učinkoviti pri težavah s kostmi, kot so osteoporoza, nevrološke motnje, urološke težave in kožne bolezni, kot so luskavica ali ekcem.

## Balneološki inštitut
Od 1940-ih je uprava balneoloških zdravilišč v Tbilisiju (gruzijsko Tbilisis Balneologiuri Kurorti) upravljala inštitut za zdravilišča in fizioterapijo, center za hidroterapijo in center za zdravljenje z blatom. Zdravljenje obsega 14 do 16 tretmajev pod nadzorom zdravnika, v katerih se pacienti kopajo vsakih 15 minut. Olajšanje naj bi bilo opazno po samo petih do šestih aplikacijah.